# Crestline (Ohio)
Crestline è un villaggio degli Stati Uniti d'America, situato nello stato dell'Ohio, diviso tra la contea di Crawford e la contea di Richland.